# Ташков Євген Іванович

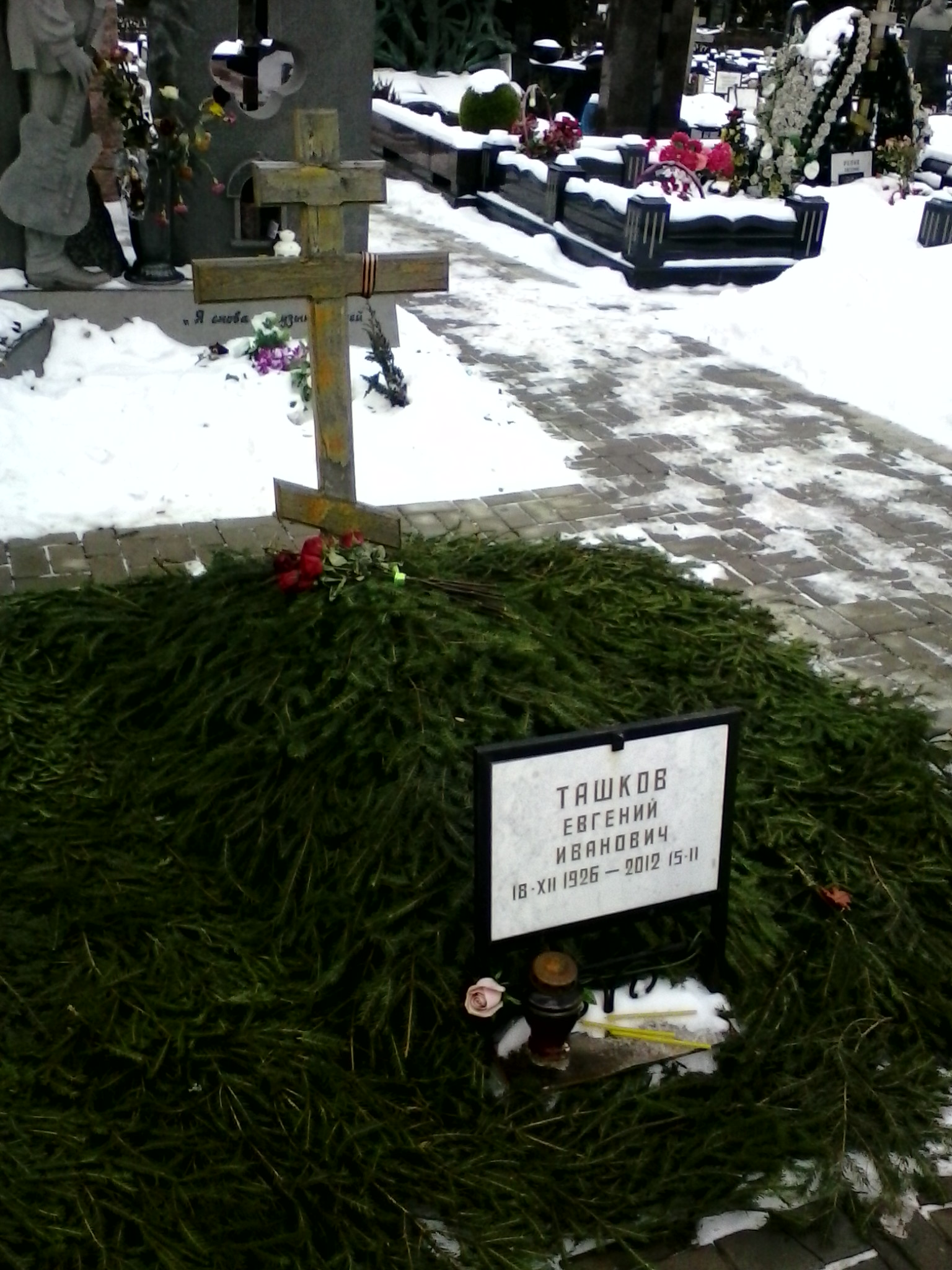
Могила режисера Є. І. Ташкова

Євген Іванович Ташков (рос. Евгений Иванович Ташков; 18 грудня 1926, с. Биково, Волгоградська область, Російська РФСР — 15 лютого 2012, Москва, Росія) — радянський, російський кінорежисер, сценарист, актор. Лауреат Державної премії РРФСР ім. Братів Васильєвих за телесеріал «Ад'ютант його високоповажності» (1971). Заслужений діяч мистецтв РРФСР (1980). Народний артист Росії (1995). Кавалер Ордена Пошани РФ (2002).

## Біографія
Закінчив акторський факультет Всесоюзного державного інституту кінематографії (1950, майстерня Б. Бібікова, О. Пижової).
Був актором Московського Театру-студії кіноактора, знявся в декількох картинах.
В 1957–1967 рр. працював на Одеській кіностудії, потім перейшов на «Мосфільм». Поставив одинадцять кінокартин.
Пішов з життя 15 лютого 2012 року до Москві. Похований на Троєкуровському кладовищі.

### Сім'я
- Перша дружина: Савінова Катерина Федорівна (1926—1970) — радянська акторка, Заслужена артистка РРФСР (1965).
  - Син: Ташков Андрій Євгенович (нар. 1957) — російський актор. Заслужений артист Росії (1994).
- Друга дружина: Ташкова Тетяна Олександрівна (нар. 1956) — російська акторка. Заслужена артистка Росії (1995).

## Фільмографія
- «Перший ешелон» (1955, асистент режисера М. Калатозова)
- «Повість про перше кохання» (1957, другий режисер)

Режисер-постановник:
Одеська кіностудія
- «Сторінки минулого» (1957, у співавт., Почесний диплом Першого Всесоюзного кінофестивалю 1958 р. в Києві)
- «Спрага» (1959)
- «Приходьте завтра...» (1963, автор сценар.);

Мосфільм
- «Майор Вихор» (1967, 3 с)
- «Ад'ютант його високоповажності» (1971)
- «Діти Ванюшина» (1973)
- «Злочин» (1976, співавтор. сценар.)
- «Уроки французької» (1978, співавтор. сценар.)
- «Підліток» (1983, 6 с; автор. сценар.)
- «Спритники» (1987, автор сценар.)
- «Три жінки Достоєвського» (2010, автор сценар.)

Знявся у фільмах:
- «Командир корабля» (1954, епіз.),
- «Капітан „Старої черепахи“» (1957, Рельєв) та ін.